# Hodostates brevis
Hodostates brevis är en stekelart som först beskrevs av Thomson 1883.  Hodostates brevis ingår i släktet Hodostates och familjen brokparasitsteklar. Arten är reproducerande i Sverige. Inga underarter finns listade i Catalogue of Life.